# Sam Larsson
Pour les articles homonymes, voir Larsson.
Sam Larsson est un footballeur international suédois, né le 10 avril 1993 à Göteborg en Suède. Il évolue au poste d’ailier gauche avec l'Antalyaspor.

## Biographie

### En club
Sam Larsson commence sa carrière avec le club suédois de l'IFK Göteborg. Il joue son premier match en championnat le 21 octobre 2012, lors de la réception de l'AIK Solna. Il inscrit son premier but le 31 mars 2013, lors d'un déplacement sur la pelouse du BK Häcken. Le 18 juillet 2013, il fait ses débuts en Coupe d'Europe, lors du 2e tour préliminaire de la Ligue Europa contre le club slovaque de l'AS Trenčín.
Avec l'IFK Göteborg, il se classe deuxième du championnat de Suède en 2014, derrière le Malmö FF, et remporte la finale de la Coupe de Suède en 2013 (finale gagnée face au club de Djurgårdens IF). Son bilan avec l'IFK s'élève à 49 matchs joués en Allsvenskan, pour six buts inscrits. Il joue également huit rencontres rentrant dans le cadre des tours préliminaires de la Ligue Europa.
Lors de l'été 2014, il est transféré au club néerlandais du SC Heerenveen. Avec cette équipe, il dispute un total de 86 matchs en Eredivisie, inscrivant 23 buts. Il réalise sa meilleure performance lors de la saison 2016-2017, avec neuf réalisations. Il est l'auteur de trois doublés en championnat avec Heerenveen : tout d'abord le 4 février 2015, lors de la réception du Feyenoord Rotterdam, puis le 11 avril de la même année, contre l'AZ Alkmaar. Il inscrit enfin un dernier doublé face à l'Excelsior Rotterdam le 10 décembre 2016.
Lors de l'été 2017, il rejoint le club du Feyenoord Rotterdam. C'est avec cette équipe qu'il fait ses débuts en phase de groupe de la Ligue des champions lors de la saison 2017-2018. Le bilan du Feyenoord dans cette compétition n'est pas très reluisant avec cinq défaites, et une seule victoire, lors du dernier match qui voit la réception du SSC Naples.

### En équipe nationale
Avec les moins de 19 ans, il joue trois rencontres en février 2012, avec notamment une victoire face au Portugal.
Il reçoit sa première sélection avec les espoirs le 5 février 2013, lors d'un match amical contre l'Angleterre (défaite 4-0). Il inscrit son premier but avec les espoirs le 6 juin 2013, en amical contre la Suisse (victoire 3-2).
Il participe ensuite au championnat d'Europe espoirs en 2015. Lors de cette compétition organisée en République tchèque, il joue trois matchs. Il s'illustre contre le Danemark en demi-finale, en délivrant une passe décisive, après être entré sur le terrain dans les dernières secondes du match. Les joueurs suédois remportent la compétition en battant les joueurs portugais en finale après une séance de tirs au but. Larsson reste sur le banc des remplaçants lors de cette finale.
Le 11 novembre 2016, il figure pour la première fois sur le banc des remplaçants de l'équipe A, lors d'un match amical contre l'équipe de France (défaite 2-1). Quatre jours plus tard, il fait ses débuts officiels contre la Hongrie, en étant directement propulsé titulaire. Il inscrit un but à cette occasion (victoire 0-2).

## Palmarès

### En équipe nationale
- Vainqueur du championnat d'Europe espoirs en 2015 avec l'équipe de Suède

### En club
- Vice-champion de Suède en 2014 avec l'IFK Göteborg
- Vainqueur de la Coupe de Suède en 2013 avec l'IFK Göteborg
- Finaliste de la Supercoupe de Suède en 2013 avec l'IFK Göteborg
- Vainqueur de la Supercoupe des Pays-Bas en 2018 avec le Feyenoord Rotterdam